# Alessandra Pesce
Alessandra Pesce (Roma, 16 gennaio 1969) è una politica italiana, sottosegretaria di Stato al Ministero delle politiche agricole alimentari e forestali dal 13 giugno 2018 al 5 settembre 2019 nel governo Conte I.

## Biografia
Dottorato di ricerca in Agricoltura Istituzioni e Ambiente per lo Sviluppo Economico, è dirigente di ricerca presso il Consiglio per la ricerca in agricoltura e l'analisi dell'economia agraria (CREA). Nel 2014 entra far parte della segreteria tecnica del viceministro delle politiche agricole alimentari e forestali Andrea Olivero.
Nel febbraio 2018 viene presentata come ministra dell'Agricoltura di un eventuale governo guidato da Luigi Di Maio in caso di vittoria del Movimento 5 Stelle. Nel giugno dello stesso anno diventa sottosegretario alle politiche agricole alimentari e forestali del Governo Conte I.